# Richard Kauzlarich
Pour les articles homonymes, voir Kauzlarich.
Richard Dale Kauzlarich (né en 1944) est un diplomate Américain, écrivain et analyste du renseignement.

## Biographie
Kauzlarich est diplômé du Black Hawk College (en) en 1964 avec un diplôme d'associé ès arts. Il est titulaire d'un BA de l'Université de Valparaiso et d'une maîtrise de l'Université de l'Indiana et de l'Université du Michigan .

## Carrière
Il a été sous-secrétaire d'État adjoint aux affaires des organisations internationales de 1984 à 1986 et en tant que directeur adjoint de l'équipe de planification des politiques du département d'État de 1986 à 1989, traitant des questions économiques mondiales et internationales.
Kauzlarich était sous-secrétaire d'État adjoint au Bureau des affaires européennes de  1991 à 1993, responsable des relations avec l'ex-Union soviétique et des liens économiques avec l'Union européenne.
Entre 1993 et 1994, il a été premier adjoint du secrétaire d'État et représentant spécial du président auprès des nouveaux États indépendants (NEI), responsable de la résolution des conflits dans la région du Caucase et des relations économiques des États-Unis avec les NEI.
Au service extérieur, il a servi dans les ambassades des États-Unis en Éthiopie, en Israël et au Togo, ainsi qu'en tant qu'ambassadeur des États-Unis en Azerbaïdjan en 1994-1997 et en Bosnie-Herzégovine en 1997-1999.
Après une carrière de 32 ans dans le service extérieur, Kauzlarich a été directeur de l'Initiative spéciale sur le monde musulman à l'Institut de la paix des États-Unis.
En décembre 2001, son rapport « Time for Change? US Policy in the Transcaucasus" a été publié par la Century Foundation.
Au printemps 2002, Kauzlarich a rejoint le National Intelligence Council (NIC). Il a été nommé officier national du renseignement pour l'Europe en septembre 2003.